# Hidraulična žbuka
Hidraulična žbuka je vodonepropusni građevinski materijal korišten u antici za oblaganje cisterni za vodu.
Spravljan je na način da su u klasični mort (vapno i pijesak u dobrom omjeru) dodavane različite vodonepropusne tvar poput stučene opeke, krupnijeg pijeska, sitnog šljunka i slično, a nanosio se na zid obično u tri sloja.
U prvim godinama Rimskog Carstva hidraulična žbuka kojom su oblagane cisterne rimskih vila na istočnoj obali Jadrana debela ja oko 5 cm, dok se s dekadansom zamjetnom u svim segmentima života, do četvrtog stoljeća prosječna debljina hidraulične žbuke cisterni spala na svega na oko 2 cm.